# Бомбардировка Генуи (1684)
Бомбардировка Генуи в мае 1684 года — военная операция французского флота в ходе Франко-испанской войны 1683—1684 годов.
Генуэзская республика, связанная с Испанской империей давними взаимовыгодными отношениями, осталась союзницей последней и во время неудачной войны против Франции, когда Мадридский двор временно лишился поддержки членов антифранцузской коалиции.
У Людовика XIV генуэзцы, два столетия богатевшие за счет финансовых потоков, шедших из Нового Света, вызывали особенную неприязнь, и он называл их «итальянскими голландцами», по аналогии с жителями республики, занимавшими такое же особое экономическое положение на Северном море.
Генуя находилась под защитой испанских солдат и взамен строила для Испании корабли. Французский посол в республике Пиду де Сент-Олон заявил официальный протест против снаряжения генуэзцами четырёх галер для испанского флота, добавив, что их спуск на воду будет расценен правительством Людовика XIV как враждебный акт, и повлечет за собой объявление войны.
Генуэзцы не испугались французского ультиматума и закончили строительство. Сент-Олон покинул республику. Морской интендант маркиз де Сеньеле, прибывший 26 апреля на военно-морскую базу в Тулоне и имевший от короля полномочия вести дела с Генуей, объявлять войну и заключать мир, обвинил генуэзцев в попытках устроить диверсии в портах Тулона и Марселя, где якобы были обнаружены взрывные устройства («адские машины»), с помощью которых союзники Испании надеялись уничтожить линейные корабли и галеры.
Сеньеле принял решение провести у побережья Генуи внушительную демонстрацию силы с использованием бомб Малыша Рено — новинки, впервые испытанной в 1682 году при бомбардировке Алжира. Для этой цели была снаряжена эскадра под командованием старого и опытного генерал-лейтенанта морских армий Абраама Дюкена. 7 мая корабли покинули рейд Йерских островов, 12-го эскадра собралась полностью и взяла курс на побережье Лигурии. 15 мая 1684 республике была объявлена война, а 17 мая на рейде Генуи появились 14 линкоров, 20 галер, 10 бомбардировочных галиотов и сотня транспортов и вспомогательных единиц.

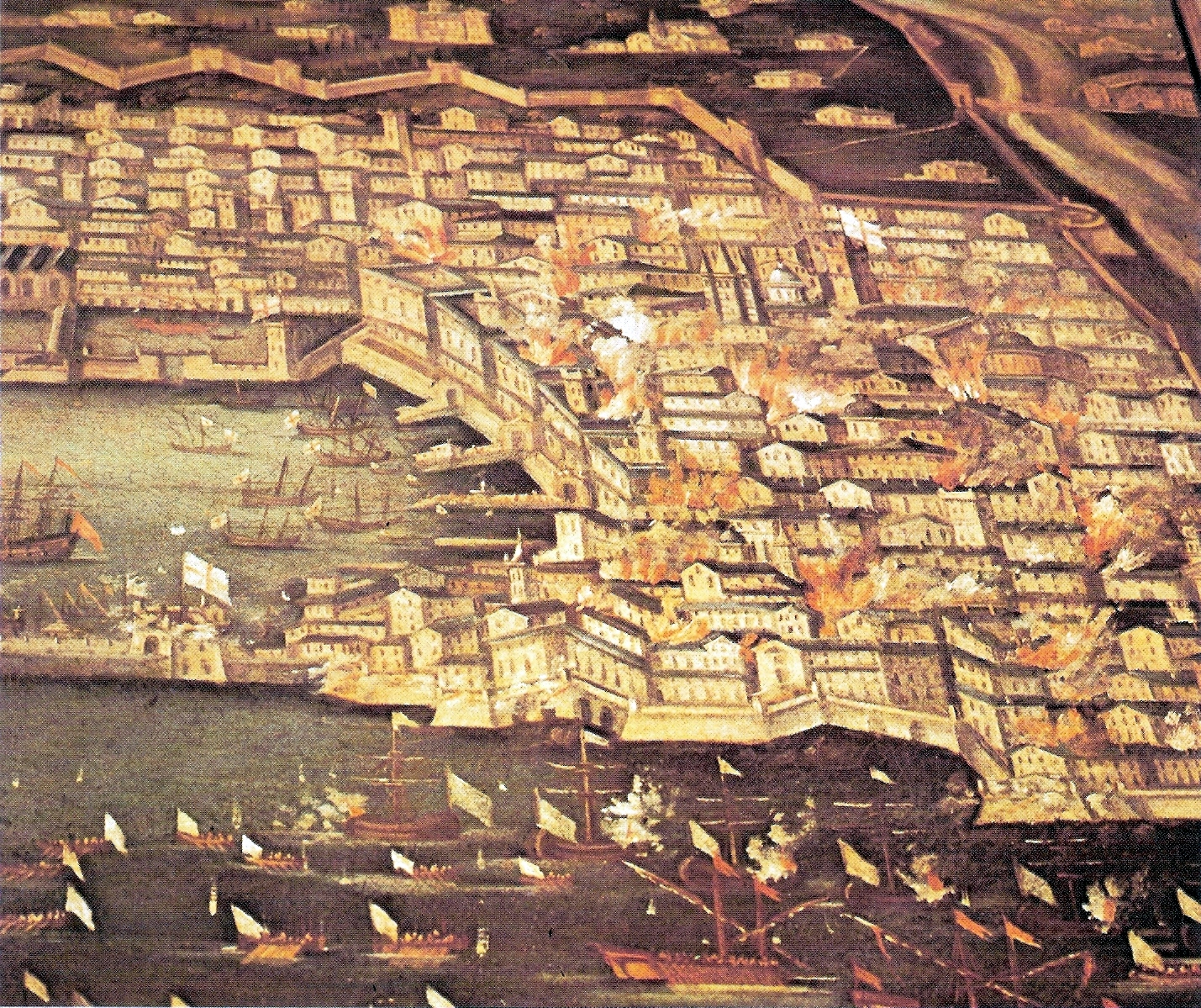
Французская бомбардировка Генуи

Бомбардировочные суда шевалье Де Гутта, имевшие каждое по две мортиры, расположились в линию между башней Лантерно и пригородом Бизаньо под прикрытием кораблей Дюкена и Турвиля и с галерами герцога де Мортемара во флангарде. Боевое питание осуществлялось при помощи баркасов майора де Леви, подвозивших бомбы с транспортов, оставленных позади основных сил, вне досягаемости огня береговых батарей.
На требование выдать четыре галеры генуэзцы ответили огнем. Французы отреагировали немедленно. Артиллерийские комиссары Пуантис и Ландуйет, имевшие опыт бомбардировки Алжира, сосредоточили огонь на жизненно важных точках города: палаццо дожей, складах порто-франко, арсенале, дворце Сан-Джорджо, где располагалось казначейство. Особенно жестокому обстрелу подвергся порт и соседние городские кварталы.
Две вылазки галер Джованни-Марии Дориа были отражены кораблями прикрытия.
19-го галиоты подошли ближе к берегу, что позволило увеличить дальность обстрела. На следующий день двое англичан, вышедших из порта, сообщили, что в городе полностью разрушены три сотни крупных зданий, в числе которых Палаццо дожей и другие дворцы, а арсенал совершенно уничтожен пожаром, также как и торговые склады с громадным количеством товара.
22 мая, после шести дней бомбардировки, французы приостановили огонь, так как некоторые мортиры нуждались в починке. Береговые батареи генуэзцев также прекратили стрельбу. Генеральный интендант Юссон де Бонрепо снова предложил противнику просить прощения, но по настоянию испанцев генуэзцы отклонили и это требование. Французы решили провести высадку. Пока шеф эскадры д’Амфревиль отвлекал внимание противника, на востоке от города, у пригорода Бизаньо, с баркасов герцога де Мортемара ночью 23/24 мая десантировались 3850 человек, выступивших на запад, чтобы с тыла атаковать Сампьердарену, к которой с моря подошли отряды кораблей Турвиля и галер Бетома. Морским десантом, имевшим задачу атаковать прибрежный форт в Сампьердарене, командовал герцог де Мортемар. Корабельный генерал-лейтенант Турвиль произвел высадку справа, со стороны города, а шеф эскадры Анри де Лери слева, где небольшая речка служила границей пригорода. Траншеи и форт, защищавшие пригород, были взяты штурмом, затем с тартан были выгружены четыре орудия, при поддержке которых солдаты атаковали Сампьердарену. В этом бою 24 мая был убит пулей Анри де Лери, а в целом французы потеряли 250 человек.

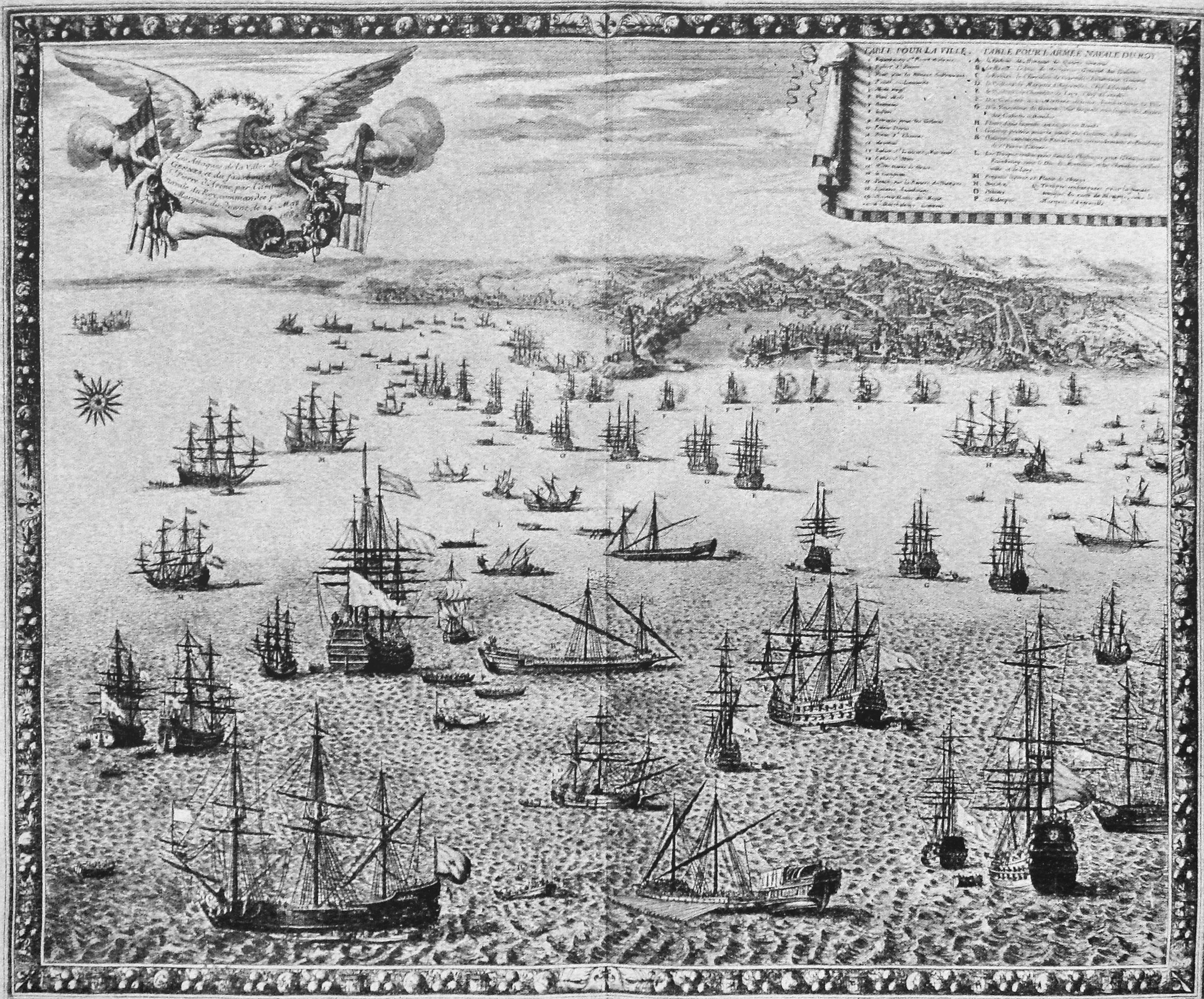
Больё Ле-Донжон. Бомбардировка Генуи Дюкеном в 1684 году

25—27 мая бомбардировка продолжалась «с изумительным эффектом». В общей сложности, с 17 по 28 мая французская эскадра выпустила по Генуе не менее 13 300 бомб. Севен де Кенси отмечает, что обстрел был проведён в образцовом порядке и без каких-либо неожиданностей, даже во время различных перемещений галиотов, имевших целью «равномерно бомбить и сжигать все кварталы города». Порт был полностью уничтожен, также как и три четверти городских строений. По сообщениям современников, население Генуи бежало в горы, вопя от ужаса. Наибольший страх вызвала возможность применения французами «адской машины Ложивьера» — огромной бомбы, которая транспортировалась на специальном флейте. Флорентийский консул, наблюдавший за разрушением города, сравнил происходящее с гибелью Трои.
Решив, что генуэзцам преподан достаточно жестокий урок, Сеньеле закончил экспедицию. 28-го галиоты были отведены из зоны обстрела береговых батарей. На следующий день, оставив для морской блокады Генуи Турвиля с пятью линкорами и четырьмя галиотами, он направил Дюкена с 10 кораблями и Мортемара с 20 галерами к побережью Каталонии, чтобы «задать жара» испанцам.
Военный министр Лувуа резюмировал итоги карательной акции следующими словами:

По-видимому, столь суровое наказание научит генуэзцев мудрости и внушит страх всем принцам, имеющим крупные города на берегу моря.— Борисов Ю. В. Дипломатия Людовика XIV, с. 164
Генуэзское правительство направило в Версаль четырёх делегатов для принесения официальных извинений, а галеры, ставшие причиной конфликта, были переданы французам.
По мнению французских историков, чрезмерная жестокость бомбардировки была результатом закулисной борьбы придворных «кланов». Сеньеле завидовал успехам Лувуа, достигнутым после бомбардировки Люксембурга, и был оскорблён его насмешками из-за малорезультативного обстрела Алжира. Так как генуэзский сенат не торопился встать на колени даже после разрушения большей части города, Лувуа решил взять дело в свои руки и провести ещё одну экспедицию. Папскому нунцию с трудом удалось отговорить Людовика от продолжения военных действий, и при этом король заявил ему, что хотел «оставить памятный образец своего возмездия всем тем, кто осмелится его оскорблять».

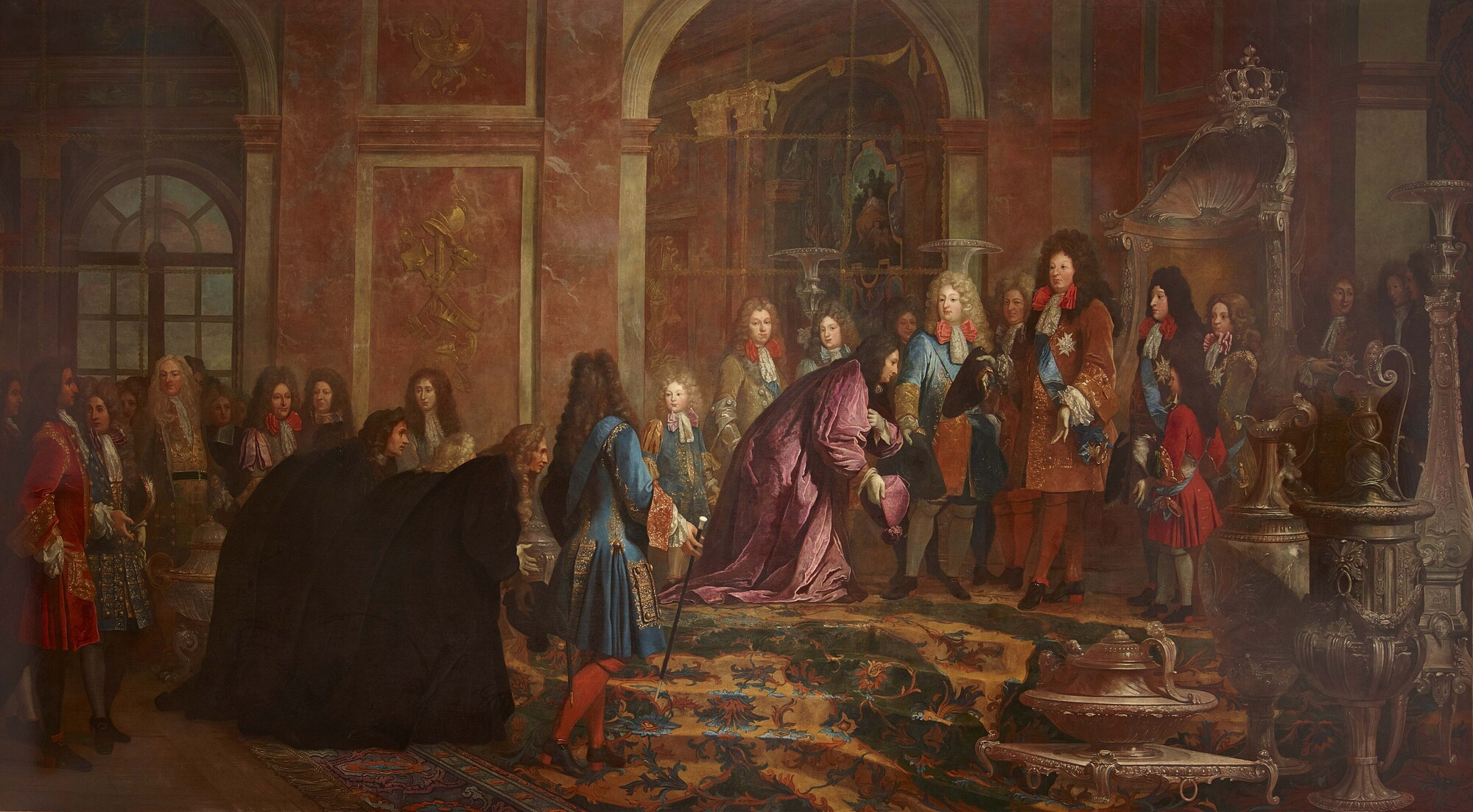
Клод Ги Алле. Извинения, принесенные Людовику XIV дожем Генуи Франческо Марией Леркари Империале 15 мая 1685. 1715. Версаль

Мирный договор был подписан только 2 февраля 1685. Генуэзскому дожу Франческо Марии Империале-Леркари пришлось лично прибыть в Версаль, чтобы 15 мая 1685 принести королю публичные извинения. После этой унизительной процедуры Людовик повел гостя осматривать недавно построенный королевский дворец. Согласно известному преданию, на вопрос тщеславного монарха о том, что вызывает у него наибольшее удивление в этом сооружении, дож ответил с горьким сарказмом: Mi chi («Я здесь»).

## Комментарии
1. ↑  2 брандера, 8 флейтов, 27 тартанов и 70 небольших парусников (Quincy, p. 87)